# Christie Hefner
Pour les articles homonymes, voir Hefner.
Christie Ann Hefner, née le 8 novembre 1952 à Chicago dans l'Illinois, est l'ex-PDG de Playboy Enterprises Inc., la société créée par son père, Hugh Hefner.
Elle a annoncé le 8 décembre 2008 qu'elle quitterait son poste le 31 janvier 2009 pour aider son pays. Elle dit être inspirée par Barack Obama.[Passage à actualiser]